# Такадзато, Судзуё
Судзуё Такадзато (яп. 高里 鈴代 Такадзато Судзуё, род. 1940) — японский политический деятель, феминистка и борец за мир. Она известна деятельностью по оказанию помощи женщинам-жертвам сексуального насилия.

## Карьера
С 1989 по 2004 год Судзуё Такадзато была членом городского совета Наха.

В 1995 году Такадзато основала организацию «Женщины Окинавы против военного насилия». Она участвует в кампаниях и протестах против американского военного присутствия на Окинаве, и сексуального насилия, совершаемого американскими солдатами в отношении женщин и детей Окинавы. Такадзато внесла свой вклад в создание центра помощи жертвам сексуального насилия на данном острове. Также она выступает против американских военных баз на Окинаве. Феминистка ставит под сомнение концепцию милитаризованной безопасности и мира, навязанного военным вмешательством. Такадзато видит связь между насилием над женщинами и военным насилием. Её активность способствовала массовым протестам жителей Окинавы против американского военного присутствия в 1995 году
«Пятьдесят три года — это достаточно. Мы действительно пострадали». «Проституция и изнасилование — это средства военной системы для сдерживания агрессии и методы поддержания контроля и дисциплины, целью которых являются женщины из местных общин».

## Награды и признание
- Женская премия Avon 1996 года
- Премия Такако Дои за права человека 1997 года
- Премия Okinawa Times 2011 года

Она была среди 1000 женщин, номинированных на Нобелевскую премию мира в 2005 году.